# 三菱鉱業美唄鉄道線

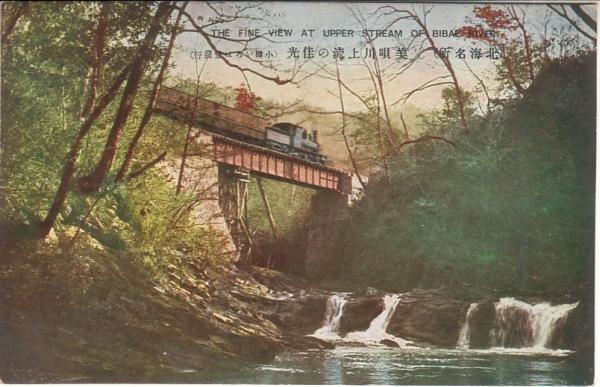
美唄軽便鉄道・美唄町（絵はがき）

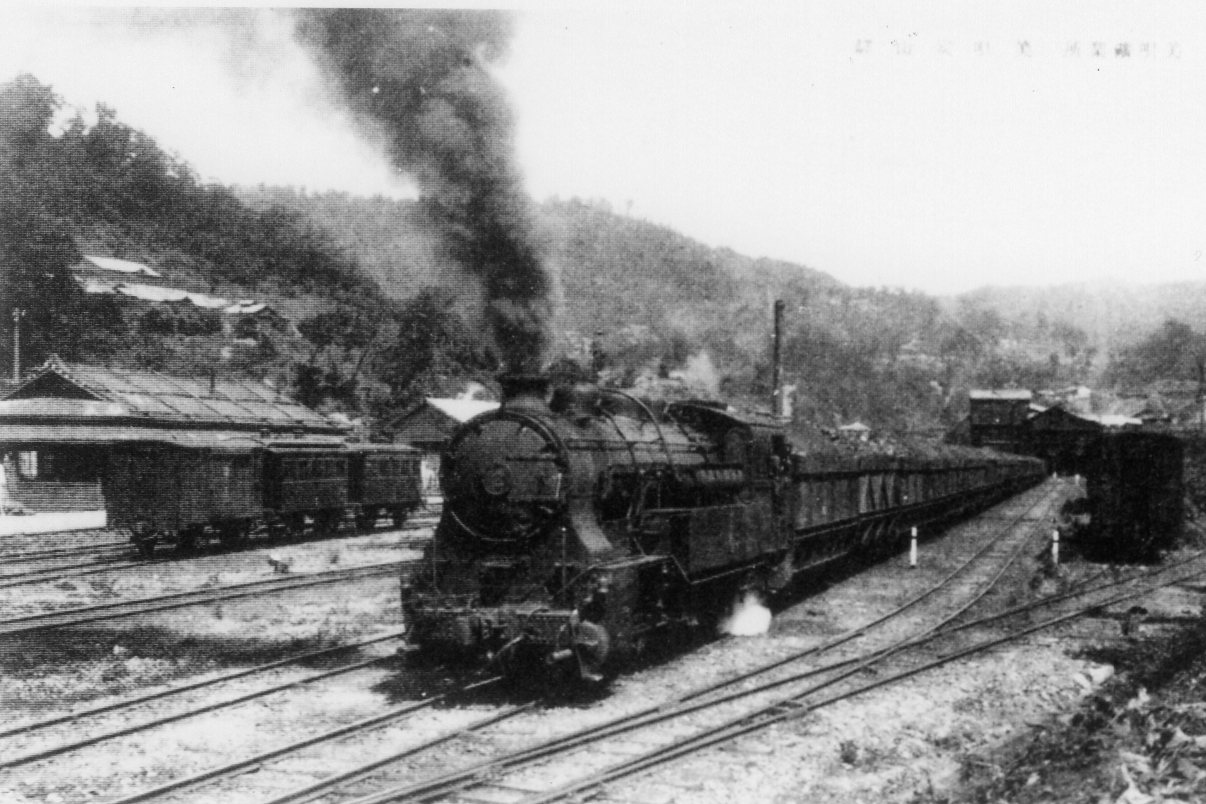
三菱鉱業所・美唄炭山駅（絵はがき）

美唄鉄道線（びばいてつどうせん）は、北海道美唄市の美唄駅から三菱美唄炭鉱の事業所が存在した常盤台駅間を結んでいた三菱鉱業運営の鉄道路線である。1972年（昭和47年）に廃止された。

## 路線データ
- 路線距離（営業キロ）：美唄駅 - 常盤台駅間 10.6km
- 軌間：1067mm
- 駅数：7駅（起終点駅含む）
- 複線区間：なし（全線単線）
- 電化区間：なし（全線非電化）
- 閉塞方式：タブレット閉塞式

## 歴史
4110形タンク機関車の活躍する路線として鉄道ファンの間で有名だった美唄鉄道は、石狩石炭株式会社（社長浅野総一郎）が1906年（明治39年）に敷設免許を取得した、石炭輸送のための専用鉄道が前身である。この専用鉄道は美唄 - 沼貝（後の美唄炭山駅）間に計画され、1908年（明治41年）夏頃には路盤工事を終えていたが、諸般の事情により石狩石炭は沿線の鉱区の多くを失ったことから工事は中断。さらに1911年（明治44年）の洪水で路盤や石垣の多くが流出する被害を受け、そのまま竣工期限を迎えた。
その後、石狩石炭は残った鉱区を開発するために再度専用鉄道敷設願いを提出するが、沿線の有力鉱区の所有者となった飯田延太郎や、山林や共同牧場の所有者である桜井良三他数名が、石狩石炭の占有を恐れて同区間に軽便鉄道敷設免許を申請した。このため、競願する形となった石狩石炭は新たに軽便鉄道敷設免許（軌間1067mm、蒸気動力）を申請し、1913年（大正2年）にこれを取得した。これは先の専用鉄道を改良の上完成して旅客・貨物運輸に使用するもので、当初は運転管理を鉄道省（国鉄）に委託する計画であったが、開業間近になって鉄道省より7010形蒸気機関車、三等客車、貨車等の払下げを受けられたことから、自社での運転管理に変更した。1914年（大正3年）11月5日に美唄駅 - 沼貝駅（後の美唄炭山駅）間の一般運輸営業を開始した。
ところが石狩石炭は、開業翌年の1915年（大正4年）8月31日付で美唄軽便鉄道の施設・車両・用地等全てと所有する鉱区の一部を手放し、美唄炭鉱を所有する飯田延太郎に売却した。さらに約1か月後に飯田は三菱合資会社（のちの三菱鉱業）が9月29日に設立した美唄鉄道株式会社に鉄道の一切を売却、10月11日より美唄鉄道としての営業が始まった。
さらに炭鉱の奥部開発の進展に伴って三菱鉱業が使用していた美唄炭山 - 北二ノ沢間の専用鉄道を1924年（大正13年）に買収して地方鉄道に変更。このうち美唄炭山駅 - 北一ノ沢駅（常盤台駅に改称）間の保安設備等を改良して一般運輸営業を開始した。北一ノ沢 - 北二ノ沢間については休坑中の二ノ沢坑の再開坑まで設備を改良せずに未開業としたが、結局再開の目途が立たず、1937年（昭和12年）に起業廃止となった。
太平洋戦争後の1950年（昭和25年）、三菱鉱業は企業再建整備法に基づく整備計画によって金属鉱山部門を分離して太平鉱業（のちの三菱金属鉱業）とした上、残る炭鉱部門の効率化を図ることになり、同社美唄礦業所と不可分の美唄鉄道を吸収して三菱鉱業美唄鉄道事務所とした。炭鉱の隆盛により輸送量も増加したが、1955年（昭和30年）に石炭鉱業合理化臨時措置法が施行されると閉山や合理化が始まった。三菱鉱業美唄礦業所も縮小・合理化が進められ、1965年（昭和40年）には美唄炭礦株式会社として三菱鉱業より分離した。さらに、二度にわたる災害に見舞われた常盤坑を1970年（昭和45年）7月に閉鎖し、竪砿のみの単独操業となったことから経営が悪化。事業の効率化のため1971年（昭和46年）7月に同資本系列の三菱大夕張炭礦に吸収合併して同社美唄鉱業所となったが、翌1972年（昭和47年）4月には閉山、美唄鉄道線も5月31日限りで廃止された。
美唄鉄道は当初、1873年（明治6年）製の7010形機関車を初めとする鉄道省払下げの中古車両で運輸を開始したが、輸送量の増加に伴って国鉄4110形や9600形と同形の蒸気機関車を自社発注し、国鉄払下げの9200形などと共に使用した。旅客についても1935年（昭和10年）に半鋼製ボギー客車を新造し、輸送力増強に努めた。同資本系列の三菱大夕張鉄道と共に戦後もずっと蒸気機関車牽引の混合列車であったが、1965年（昭和40年）に国鉄気動車の払下げを受け、朝夕の1往復の混合列車を残して客貨分離を行った。炭鉱の経営が悪化した1970年（昭和45年）には気動車を廃止して朝夕1往復の混合列車に逆戻りし、昼間の旅客輸送は同社バス（三菱鉱業バス、のちの美鉄バス）に切り換えた。なお、鉄道廃止後に専業となったバス部門も、その後に幾多の変遷を経て2002年（平成14年）に廃業した。

### 年表
- 1905年（明治38年）11月27日 石狩石炭が専用鉄道敷設免許申請。
- 1906年（明治39年）
  - 8月2日 美唄 - 沼貝間5M21C専用鉄道敷設免許。
  - 10月 石狩石炭が美唄駅郊外より敷設工事を開始。
- 1909年（明治42年）石狩石炭が鉱区係争問題により敷設工事を中断。
- 1911年（明治44年）3月3日 沼貝 - 四ノ沢間専用鉄道敷設免許申請（書類不備により返戻）。
- 1912年
  - （明治45年）4月 石狩石炭が敷設工事を再出願。
  - （大正元年）12月22日 桜井良三らが北海道美唄軽便鉄道敷設免許申請（のちに却下）。
- 1913年（大正2年）
  - 9月17日 石狩石炭が美唄軽便鉄道美唄 - 沼貝間の軽便鉄道敷設免許申請。
  - 10月14日 石狩石炭の美唄軽便鉄道に軽便鉄道敷設免許（1067mm軌間、蒸気動力）[6]。
- 1914年（大正3年）
  - 3月 石狩石炭が敷設工事を再開。
  - 11月5日 美唄軽便鉄道美唄駅 - 沼貝駅（後の美唄炭山駅）間5M39C運輸営業開始（美唄、我路、沼貝の3駅開業）[7]。
- 1915年（大正4年）
  - 8月31日 飯田延太郎が石狩石炭より美唄軽便鉄道の施設・権利等一切と鉱区の一部を譲受。
  - 10月11日 美唄鉄道が飯田延太郎より鉄道施設・権利等一切を譲り受けて運輸営業開始。
- 1917年（大正6年）5月31日 三菱鉱業に沼貝（のちの美唄炭山駅） - 北一ノ沢（のちの常盤台駅）間専用鉄道敷設免許。
- 1918年（大正7年）
  - 3月1日 三菱鉱業に北一ノ沢 - 北二ノ沢間専用鉄道敷設免許。
  - 9月1日 沼貝駅を美唄炭山駅に改称（届出日）[8]。
- 1919年（大正8年）7月10日 三菱鉱業専用鉄道 美唄炭山 - 北二ノ沢間運輸開始届。
- 1922年（大正11年）11月7日 美唄駅を国鉄との共同使用駅とする契約を締結。
- 1924年（大正13年）
  - 11月14日 美唄鉄道による三菱鉱業美唄炭山 - 北二ノ沢間2M22Cの専用鉄道買収および地方鉄道に変更許可。
  - 12月6日 北一ノ沢駅を常盤台駅に改称（届出日）。
  - 12月15日 美唄炭山駅 - 常盤台駅間1M35C運輸営業開始（常盤台駅開業）[9]。
- 1925年（大正14年）12月15日 盤の沢駅開業。
- 1937年（昭和12年）3月15日 常盤台 - 北二ノ沢間1.5km起業廃止許可[10]。
- 1948年（昭和23年）1月10日 東明駅開業
- 1950年（昭和25年）4月25日 三菱鉱業が美唄鉄道を吸収し、三菱鉱業美唄鉄道事務所による三菱鉱業美唄鉄道となる[11]。
- 1956年（昭和31年）6月1日 国鉄連絡運輸業務を大夕張鉄道との併合精算に変更し、三菱鉱業美唄鉄道線となる。
- 1965年（昭和40年）
  - 4月1日より 三菱美唄炭礦の企業縮小合理化に伴い鉄道事業を順次合理化。東明・我路・美唄炭山各駅の委託化。
  - 12月 ディーゼルカー導入。客貨分離。
- 1970年（昭和45年）10月1日 鉄道事業を再合理化。東明・盤の沢・我路・美唄炭山各駅の無人化。ディーゼルカー全廃（混合列車復活）。
- 1972年（昭和47年）6月1日 美唄炭鉱の閉山に伴い、美唄鉄道線美唄駅 - 常盤台駅間10.6km廃止[2]。

## 運行形態
1965年（昭和40年）に気動車を導入し、客貨分離を図った。1967年（昭和42年）時点で旅客列車は5往復であったが、廃線時は混合1往復となった。他に数本の貨物列車があった。最盛期でも旅客列車は7往復と2-3往復の区間列車しかなく、これは石炭輸送をしていた貨物を優先していたためで、一方並行するバス路線は道路の整備と共に充実し、最大89往復運行していた。
運賃は、廃線直前の1971年（昭和46年）から1972年（昭和47年）当時、美唄駅 - 美唄炭山駅間で大人50円、子供25円。

## 駅一覧
美唄駅 - 東美唄信号所 - 東明駅 - 盤の沢駅 - 我路駅 - 美唄炭山駅 - 常盤台駅

## 接続路線
- 美唄駅：函館本線（本線および南美唄支線）

## 廃線後
廃線後、東明駅付近から我路ファミリー公園までの約4.5kmの区間は1980年（昭和55年）にサイクリングロードとして整備され、2017年時点でも散策イベントが行われていたが、落石の危険やヒグマの出没が相次いだことなどから2018年頃に廃止された。2022年現在、道は存在するものの事実上通行不可能な状態である。
美唄市郷土史料館において特別展「美唄鉄道の60年」が2021年2月5日 - 4月11日開催された。